# Frédéric Zago
Pour les articles homonymes, voir Zago.
Frédéric Zago est un footballeur français devenu entraîneur né le 12 août 1963 à Marmande.

## Biographie
Débutant en professionnel à l'AS Monaco, ce défenseur joue, entre autres, à l'Olympique lyonnais et au Sco d'Angers. Il termine sa carrière à l'US Saintes où il devient entraîneur. 
Puis il est nommé responsable du centre de formation du club professionnel de La Berrichonne de Châteauroux. À l'issue de son contrat, il est reconduit tant son travail est apprécié.
De mars à août 2007, il prend au pied levé la responsabilité de l'équipe première, à la suite du retrait provisoire de Cédric Daury pour cause de maladie. Il assume le poste avec dévouement pour son club et son ami Cédric. Puis il reprend son rôle de formateur.
Après un passage dans plusieurs centre de formation dont le Clermont Foot 63, Frédéric Zago est maintenant responsable du centre de formation de l'AJ Auxerre.

## Carrière

### Joueur
- Saint-Médard en Jalles
- avant 1984 :  INF Vichy
- 1984-1985 :  AS Monaco
- 1985-1987 :  Olympique d'Alès
- 1987-1989 :  Olympique lyonnais
- 1989-1990 :  Cercle Laïque Dijonnais
- 1990-1994 :  SCO Angers
- 1994-1996 :  US Valenciennes Anzin
- 1996-1999 :  US Saintes

### Entraîneur
- 1996-1998 :  US Saintes (jeunes)
- 1998-1999 :  US Saintes
- 1999-janv. 2001 :  LB Châteauroux (jeunes)
- Janv. 2001-2003 :  LB Châteauroux  rés.
- 2003-2006 :  LB Châteauroux (jeunes)
- 2006-2011 :  LB Châteauroux  rés.
- Mars 2007-août 2007 :  LB Châteauroux (intérim)
- 2011-2013 :  Valenciennes FC (directeur de la formation)
- 2013-2017 :  Valenciennes FC  rés.
- 2017-/ :   Clermont Foot (directeur de la formation)

## Palmarès
- Champion de France de D2 en 1989 avec Lyon